# Абдрахманов, Хамза
Хамза́ Абдрахма́нов, другой вариант — Хамзим (каз. Хамза Әбдірахманов; 1896 год — 1980 год) — председатель колхоза «Жулдуз» Фурмановского района Западно-Казахстанской области, Казахская ССР. Герой Социалистического Труда (1948).

## Биография
С 1930 по 1939 год — председатель сельского совета в селе Акоба. Участвовал в Великой Отечественной войне. После демобилизации возвратился в Казахстан, где стал работать в колхозе «Жулдуз» Фурмановского района. Был избран председателем этого колхоза. Руководил этим предприятием до 1951 года. За короткое время вывел колхоз в число передовых сельскохозяйственных предприятий Западно-Казахстанской области.
В 1948 году удостоен звания Героя Социалистического Труда «за получение высокой продуктивности животноводства в 1947 году при выполнении колхозом обязательных поставок сельскохозяйственных продуктов и плана развития животноводства».
Скончался в 1980 году.
Награды
- Герой Социалистического Труда — указом Президиума Верховного Совета СССР 23 июля 1948 года
- Орден Ленина